# Darryl Hamilton
Darryl Quinn Hamilton (né le 3 décembre 1964 à Bâton-Rouge, Louisiane, États-Unis et mort le 21 juin 2015 à Pearland, Texas, États-Unis) est un ancien joueur de baseball.
Il est joueur de champ extérieur dans les Ligues majeures de baseball en 1988, puis de 1990 à 2001. Membre des Brewers de Milwaukee de ses débuts jusqu'à la saison 1995, il fait partie de l'équipe des Mets de New York championne de la Ligue nationale en 2000. Réputé pour l'excellence de son jeu défensif au champ centre avec seulement 14 erreurs en 13 saisons, il maintient en carrière une moyenne au bâton de ,291 et réussit 163 vols de buts.
Avec les Giants de San Francisco en 1997, Darryl Hamilton frappe le premier coup sûr de l'histoire en match interligue.

## Biographie
Joueur des Colonels de l'université d'État Nicholls à Thibodaux, en Louisiane, Darryl Hamilton est repêché au 11e tour de sélection par les Brewers de Milwaukee en 1986. Il joue son premier match dans le baseball majeur avec Milwaukee le 3 juin 1988 et, après une année 1989 passée en ligues mineures, est un des trois voltigeurs à temps plein du club jusqu'à la saison 1995. En 1991, il maintient une moyenne au bâton de ,311 en 122 matchs joués, et enchaîne deux bonnes années, où sa moyenne s'élève à ,298 puis à ,310. En 1992, il réussit des records personnels de 41 vols de buts et 62 points produits. Il maintient une moyenne au bâton de ,290 en 7 saisons et 666 matchs joués pour Milwaukee.
Devenu agent libre, il rejoint en 1996 les Rangers du Texas pour une seule saison à 1,05 million de dollars et frappe pour ,293 avec un record personnel de 184 coups sûrs, en plus d'obtenir une première chance de jouer en séries éliminatoires. Il répète cette expérience en 1997 avec les Giants de San Francisco. Le 12 mai 1997 pour San Francisco, le coup sûr que réussit Hamilton à Arlington contre Darren Oliver des Rangers du Texas est le premier de l'histoire des matchs interligues. 
Le 31 juillet 1998, Hamilton est au cœur d'une de ses meilleures saisons en carrière lorsqu'il est échangé aux Rockies du Colorado. Les Giants le transfèrent avec le lanceur droitier Jim Stoops en retour du voltigeur Ellis Burks. Burks complète au Colorado une campagne où il maintient une moyenne au bâton de ,308 et affiche son pourcentage de présence sur les buts (,398) le plus élevé en une année, en plus de réaliser son record personnel de 95 points marqués, un de plus que son total obtenu deux ans plus tôt chez les Rangers. 
Il commence bien 1999 alors qu'il frappe pour ,303 en 91 matchs des Rockies. Ceux-ci le transfèrent le 31 juillet 1999 aux Mets de New York avec le lanceur gaucher Chuck McElroy en retour du voltigeur Brian McRae et du lanceur gaucher Rigo Beltrán. Hamilton est excellent avec une moyenne au bâton de ,339 et une moyenne de présence sur les buts de ,410 au cours des 55 derniers matchs de la saison 1999 chez les Mets, qu'il aide à arracher une qualification pour les séries éliminatoires. Il complète 1999 avec sa meilleure moyenne au bâton (,315) en une année. Il atteint la Série mondiale 2000 avec les Mets mais ne récolte aucun coup sûr en 3 passages au bâton en grande finale, perdue face aux Yankees de New York, puis dispute sa dernière campagne en 2001.
Darryl Hamilton joue 1 328 matchs en 13 saisons dans les majeures. Il compte 1 333 coups sûrs, dont 204 doubles, 37 triples et 51 circuits. Il totalise 707 points marqués, 454 points produits et 163 buts volés. Sa moyenne au bâton en carrière se chiffre à ,291 et son pourcentage de présence sur les buts à ,360. En revanche, il n'obtient que 12 coups sûrs en 25 matchs éliminatoires pour une faible moyenne au bâton de ,207. Il se distingue tout au cours de sa carrière par son excellent jeu défensif au champ centre, et il ne commet que 14 erreurs en 2 770 jeux, pour une moyenne défensive de ,995.
Après sa carrière de joueur, il est commentateur sportif pour MLB.com de 2003 à 2006, collabore à des émissions sportives à KPRC-TV (en), station télévisée affiliée à NBC à Houston, et est analyste en 2012 lors des matchs en direct des Angels de Los Angeles présentés par Compass Media Networks (en). Il rejoint le MLB Network en 2013.
Darryl Hamilton est retrouvé mort le 21 juin 2015 à sa résidence de Pearland, au Texas, après un apparent meurtre-suicide. Hamilton, 50 ans, est abattu de plusieurs coups de feu et son corps est retrouvé près de celui de sa compagne Monica Jordan, 44 ans, morte après s'être elle-même tirée une balle dans la tête. L'enfant du couple, un garçon âgé de 15 mois, est retrouvé sain et sauf dans la résidence.